# 紳竜のコケてたまるか
『紳竜のコケてたまるか』（しんりゅうのコケてたまるか）は、1981年10月12日から同年12月7日までテレビ東京で放送されていたバラエティ番組である。全8回。放送時間は毎週月曜 19:00 - 19:30 （日本標準時）。

## 概要
島田紳助・松本竜介がゲストを迎えて賑やかに繰り広げていた番組。ゲストを交えて行うコントコーナー「ザ・スーパーエンターテーナー」や、ゲストの人相を占うコーナー「紳竜ダムスの大予言」（『ノストラダムスの大予言』のもじり）などによって構成されていた。
紳助・竜介初の冠番組であったが、わずか8回で終わった。また6回目からは今週から衣替えと記載されており「パロパロコンテスト」「大人電話相談室」などのコーナーが新設された。なお、直後の時間帯に編成されていた『月曜爆笑スペシャル』も同じ日に最終回を迎えた。

## 出演者

### レギュラー
- 島田紳助・松本竜介
- 太平サブロー．シロー
- ヒップアップ

### ゲスト
- 河合奈保子
- 松田聖子
- 岩崎宏美
- 石川ひとみ
- 沖田浩之
- 竹本孝之
- 西城秀樹
- 中原理恵
- ほか

## サブタイトル
| 回 | 放送日 （1981年） | サブタイトル                   |
| -- | ----------------- | ------------------------------ |
| 1  | 10月12日          | 奈保子ビックリ紳助ドッキリ     |
| 2  | 10月19日          | 聖子の理想の男性はさんま？     |
| 3  | 10月26日          | ウッソー紳助に美人の恋人が     |
| 4  | 11月02日          | キスは話にして                 |
| 5  | 11月09日          | 修学旅行は大騒動               |
| 6  | 11月16日          | なめんなよ猫今夜登場エグイ     |
| 7  | 11月30日          | 異色マンザイ？高倉健vs五味康祐 |
| 8  | 12月7日           |                                |

（『朝日新聞 縮刷版』朝日新聞社、1981年10月12日 - 同年11月16日。ラジオ・テレビ欄）
(『週刊テレビ番組』東京ポスト、1981年11月28日-12月4日))